# Rebolation
Rebolation (pronunciado como Reboleixon) é um estilo de dança proveniente das raves de psy trance no Brasil e divulgada pela Internet que possui como característica a dança sob música eletrônica, movimentando os braços e as pernas de forma solta, pelo solo, onde o dançarino parece deslizar na superfície.
Algumas pessoas consideram a dança Rebolation uma arte e a usam como uma forma de lazer. A dança faz parte do público brasileiro